# Curwensville
Curwensville és una població dels Estats Units a l'estat de Pennsilvània. Segons el cens del 2000 tenia 2.650 habitants.

## Demografia
Segons el cens del 2000, Curwensville tenia 2.650 habitants, 1.144 habitatges, i 758 famílies. La densitat de població era de 454,7 habitants per quilòmetre quadrat.
Per edats la població es repartia de la següent manera: un 22,8% tenia menys de 18 anys, un 7,5% entre 18 i 24, un 26,6% entre 25 i 44, un 24% de 45 a 60 i un 19,2% 65 anys o més.
L'edat mediana era de 40 anys. Per cada 100 dones de 18 o més anys hi havia 80 homes.
La renda mediana per habitatge era de 27.281 $ i la renda mediana per família de 36.197 $. Els homes tenien una renda mediana de 28.145 $ mentre que les dones 18.598 $. La renda per capita de la població era de 14.829 $. Entorn del 12,8% de les famílies i el 16% de la població estaven per davall del llindar de pobresa.

## Poblacions més properes
El següent diagrama mostra les poblacions més properes.